# Allium falcifolium
Allium falcifolium — вид трав'янистих рослин родини амарилісові (Amaryllidaceae), ендемік США — пд.-зх. Орегон до пн.-зх. Каліфорнія.

## Опис
Цибулин 1–5+, яйцюваті, 1.5–2.5 × 1–1.8 см; зовнішні оболонки містять оновлені та збільшені цибулини, від коричневих до червонувато-коричневих, перетинчасті; внутрішні оболонки білі або рожеві. Листки в'януть від кінчика в період цвітіння, 2; листові пластини плоскі, 8–21 см × 2–8 мм, краї цілі. Стеблина зазвичай утворює листопадний шар і опадає з листям в період дозрівання насіння, поодинока прямостійна, 5–25 см × 1–4 мм. Зонтик стійкий, прямостійний, компактний до ± нещільного, 10–30-квітковий, півсферичний, цибулинки невідомі. Квіти конусні до дзвінчастих, 9–15 мм; листочки оцвітини прямостійні, червонувато-пурпурові або брудно-білі, ланцетні, ± рівні, жорсткі і перетинчасті у плодах, принаймні внутрішні краї зубчасті, верхівка довгого загострена. Пиляки пурпурові або жовті; пилок жовтий або білий. Насіннєвий покрив тьмяний. 2n = 14.
Цвітіння: квітень — червень.

## Поширення
Ендемік США — пд.-зх. Орегон до пн.-зх. Каліфорнія.
Населяє важкі, кам'янисті, глинисті ґрунти, включаючи серпентин; 100–2100 м.